# Día Internacional de la Eliminación de la Discriminación Racial
El Día Internacional de la Eliminación de la Discriminación Racial es una jornada de concienciacion que se celebra anualmente el 21 de marzo desde 1960 que fue establecida en 1966 por la Asamblea General de las Naciones Unidas (AGNU).

## Proclamación
Este día de concientizacion fue establecido por AGNU el 26 de octubre de 1966 como respuesta a la masacre de Sharpeville de 1960, en la que la policía sudafricana mató a 69 personas que protestaban pacíficamente contra las leyes de pases del apartheid en Sudáfrica. El objetivo de esta conmemoración es reforzar el llamado a la comunidad internacional para redoblar esfuerzos en la eliminación de todas las formas de discriminación racial.

## Celebración
21 de marzo de cada año se celebra este día para recordar a las víctimas de Sharpeville y resaltar la lucha continua contra el racismo. La fecha busca promover la diversidad, la inclusión y la reflexión sobre los avances y los desafíos pendientes en la lucha contra la discriminación racial. Las celebraciones incluyen actividades educativas y culturales, eventos de sensibilización y campañas globales, como la #CombateElRacismoEnTodoElMundo de la ONU, que enfatizan la importancia de la tolerancia, la igualdad y la erradicación del racismo.

## Día de los Derechos Humanos en Sudáfrica
Desde 1994, con la elección de Nelson Mandela como presidente, Sudáfrica celebra el 21 de marzo no solo en el contexto internacional contra la discriminación racial, sino también como el Día de los Derechos Humanos. Este enfoque particular destaca la significativa lucha del país por superar su pasado de apartheid y subraya la importancia de los derechos humanos y la reconciliación racial.

## Temas
- 2005: Palabra y acción[8]
- 2006: Combatir la discriminación cotidiana[9]
- 2007: Racismo y discriminación: obstáculos para el desarrollo[10]
- 2008: Dignidad y justicia para todos nosotros[11]
- 2009: Día Internacional de la Eliminación de la Discriminación Racial 2009[12]
- 2010: Relación entre el racismo y el deporte[13]
- 2012: Racismo y conflicto[14]
- 2013: El racismo y el deporte[15]
- 2014: El papel de los dirigentes en la lucha contra el racismo y la discriminación racial[16]
- 2015: Aprender de las tragedias históricas para combatir la discriminación racial del presente[17]
- 2016: Desafíos y logros de la Declaración y Programa de Acción de Durban - 15 años después[18]
- 2017: El sesgo racista y la incitación al odio, en particular, en el contexto de la migración[19]
- 2018: Tolerancia, inclusión, unidad y respeto por la diversidad para combatir la discriminación[20]
- 2019: Mitigar y contrarrestar el auge del populismo nacionalista y las ideologías extremas y supremacistas[21]
- 2020: Reconocimiento, justicia y desarrollo: la revisión intermedia del Decenio Internacional para las personas de ascendencia africana[22]
- 2021: La juventud se alza contra el racismo[23]
- 2022: Voces por la acción contra el racismo[24]
- 2023: 75.º aniversario de la Declaración Universal de los Derechos Humanos: un impulso para combatir el racismo[25]